# Mats Arvidsson (fotbollsspelare)
Mats Arvidsson, född 19 april 1958, är en svensk tidigare fotbollsspelare.
Arvidsson representerade mellan 1978 och 1987 Malmö FF, och spelade sammanlagt 127 allsvenska matcher (9 mål) för klubben.